# Dorsal del Pacífico Oriental

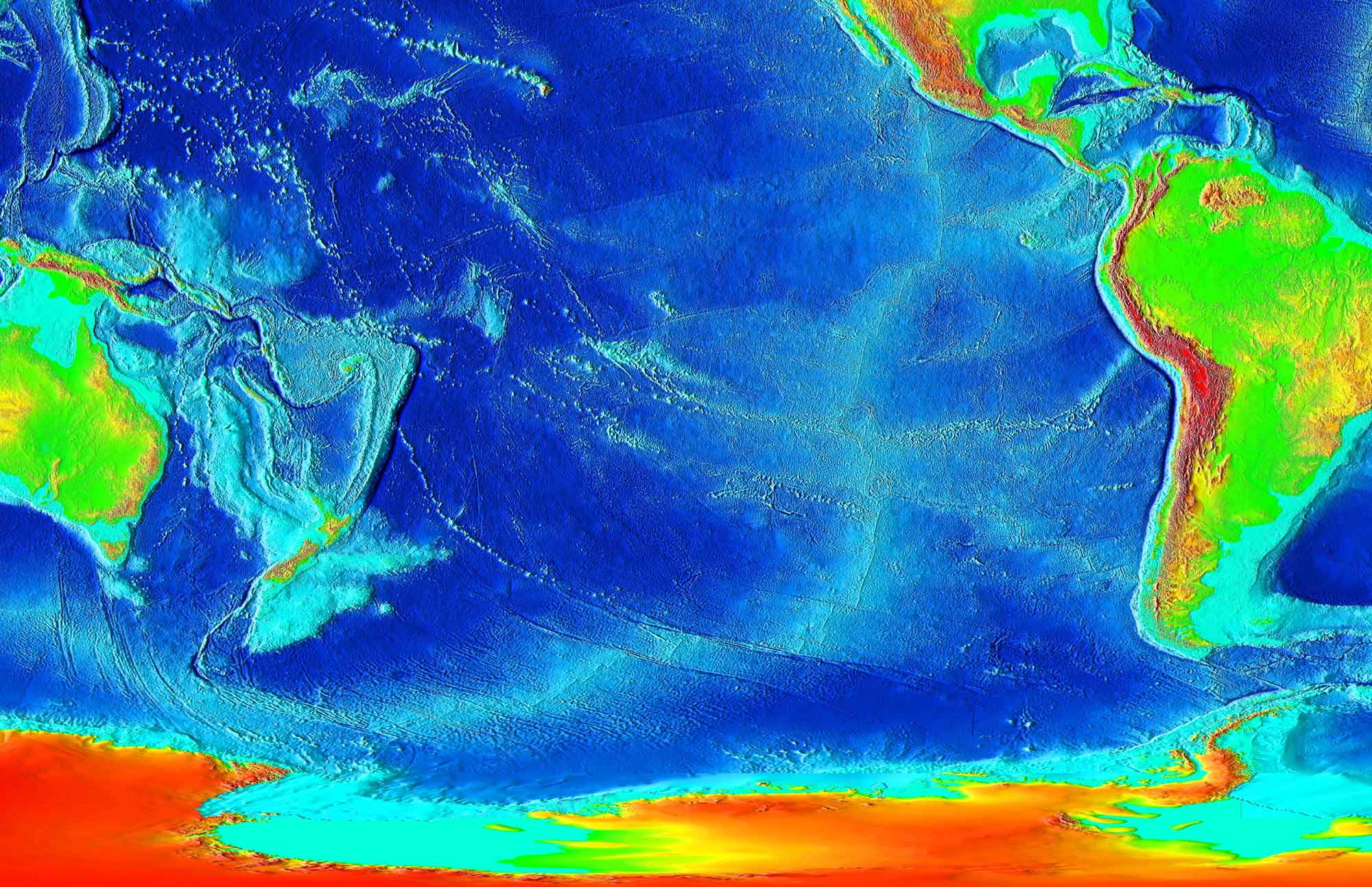
La dorsal del Pacífico Oriental, entre el sur de la Península de California y el antártico Mar de Ross.

*La dorsal del Pacífico Oriental, del Pacífico Este, Gran Dorsal Pacífico-Antárctica, denominada también cordillera Albatros o cordillera Isla de Pascua, es una dorsal oceánica o cordillera submarina que se extiende en sentido sur-norte por el fondo oriental del océano Pacífico, desde las inmediaciones de la Antártida, en el mar de Ross, hasta internarse en el golfo de California, manteniendo una continuidad geológica que culmina en el lago salado conocido como mar de Salton, en el desierto de California. La longitud de la dorsal es de aproximadamente 8000-9000 km. El punto más alto, que ya aflora sobre el nivel del mar, se ubica en Isla de Pascua (539 m s. n. m.). La profundidad de la base de la dorsal es de 3500 a 4.000 m. Su perfil transversal se caracteriza por la presencia de un eje de ancho, sobre el cual se presenta una estrecha área de cresta elevada.

## Geología
Como esta dorsal es un borde divergente de la corteza terrestre, constituye el límite entre varias placas tectónicas: como la placa Antártica, la placa de Nazca, la placa del Pacífico, la placa de Cocos, la pequeña placa de Rivera y la placa Norteamericana.
De la dorsal se desprenden varios ramales secundarios, como la Dorsal de Chile, el Cordón Nazca y la Dorsal de Galápagos además de colindar las microplacas de Juan Fernández y Pascua, la primera ubicada a partir del sitio en donde se desprende la dorsal de Chile y la segunda muy cerca de la Isla de Pascua. 
En esta dorsal han sido muy estudiadas las llamadas fumarolas negras, que abundan en su lecho. Esta actividad volcánica en el área de la dorsal ha dado origen a una serie de islas como Pascua, Sala y Gómez y Pitcairn. 

## Características

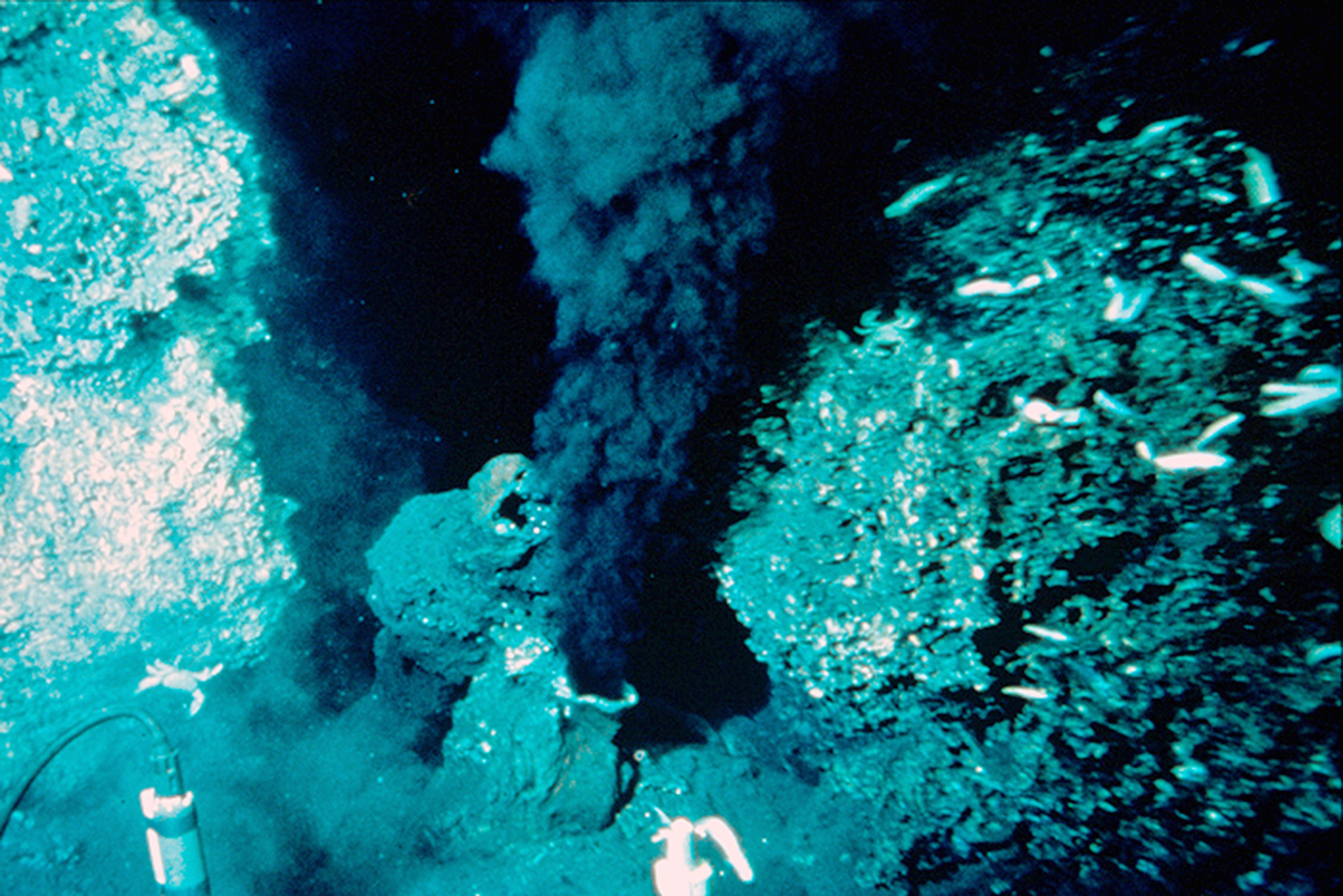
Dorsal del Pacífico Oriental, 21 grados norte. Base de una "fumarola hidrotermal negra".

La corteza oceánica se expande a ambos lado de la Dorsal del Pacífico Oriental a ambos lados, debido a la propagación del fondo marino por el empuje materiales magmáticos que afloran en ella. Cerca de la Isla de Pascua, la tasa (o velocidad de propagación) es de más de 150 mm por año, que es la más rápida del mundo. Sin embargo, en el extremo norte, es mucho más lenta con solo aproximadamente 60 mm por año. En el lado oriental de la Dorsal hacia el este en movimiento de las placas de Cocos y Nazca se encuentran el oeste en movimiento Placa Sudamericana y la Placa de Norteamérica y están siendo subducida debajo de ellas. El cinturón de volcanes a lo largo de los Andes y el arco de volcanes a través de América Central y México son el resultado directo de esta colisión. Al este de la península de Baja California, la Dorsal a veces se conoce como la Zona del Rift del Golfo de California. En esta área, la corteza oceánica recién formada se entremezcla con la corteza continental fisurada que se origina en la Placa de América del Norte.
Cerca de la Isla de Pascua, la Dorsal del Pacífico Oriental se encuentra con la Dorsal de Chile en las microplacas de Isla de Pascua y Juan Fernández, con una tendencia hacia el este, donde se subduce debajo de la Placa de América del Sur en la Fosa Perú-Chile a lo largo de la costa del sur de Chile. La extensión sur de la Dorsal del Pacífico Oriental (llamada Pacific-Antarctic Ridge ) se fusiona con la Dorsal sureste India en el Macquarie Triple Junction, al sur de Nueva Zelanda.
Partes de la Dorsal del Pacífico Oriental tienen una extensión oblicua, es decir, una extensión del fondo marino que no es ortogonal al segmento de la cresta más cercana.
A lo largo de la Dorsal del Pacífico Oriental, los respiraderos hidrotermales llamados fumarolas negras fueron descubiertos por primera vez por el proyecto RISE en 1979, y desde entonces se han estudiado extensamente. Estos respiraderos están formando depósitos volcanogénicos de mineral de sulfuro masivo en el fondo del océano. Se han encontrado muchas criaturas únicas de aguas profundas con respiraderos, que subsisten en un ecosistema quimiosintético en lugar de uno que utiliza la fotosíntesis. El tramo sur de Dorsal del Pacífico Oriental es una de las secciones de más rápida expansión del sistema de cordilleras oceánicas de la Tierra.

## Velocidades actuales de desplazamiento
La Dorsal del Pacífico Oriental es un centro de expansión desde el que la Placa del Pacífico se desplaza hacia el oeste, mientras que las demás placas se mueven hacia el este en relación con la dorsal. Los ritmos de desplazamiento en la Dorsal del Pacífico Oriental suelen ser relativamente altos en comparación con el resto del mundo. Dado que el movimiento absoluto de la placa norteamericana también es hacia el oeste o en el sentido de las agujas del reloj, el ritmo de desplazamiento en el Golfo de California sigue siendo relativamente bajo, algo menos de 5 cm al año, pero se aproxima al valor máximo de la Dorsal Mesoatlántica. Hacia el sur, el ritmo de desplazamiento aumenta cada vez más. En el noroeste de la Placa de Cocos (Microplaca de Rivera) es de unos 6 cm al año, en el punto triple de las Galápagos es de unos 12 cm al año, y en el límite entre la Placa del Pacífico y la Placa de Nazca alcanza hasta 14,5 cm al año, el valor más alto del mundo.
Debido a sus altas tasas de desplazamiento, la Dorsal del Pacífico Oriental, a diferencia de la Dorsal Mesoatlántica, no tiene una grieta central distintiva.
Por supuesto, el vulcanismo también es evidente en la Dorsal del Pacífico Oriental. Un ejemplo es el volcán submarino de la Dorsal del Pacífico Oriental a 8° Sur.

## Tipología y composición general de las rocas
La Dorsal del Pacífico Oriental (EPR, por sus siglas en inglés) es una de las características geológicas más significativas de la litosfera oceánica de la Tierra, y sus características geológicas, en particular la composición de las rocas, juegan un papel esencial para entender la tectónica de placas, la formación de la corteza oceánica y los procesos dinámicos del manto.
El tipo de roca dominante en la Dorsal del Pacífico Oriental es el basalto. Oriental es un tipo de roca volcánica del tipo máfica, es decir rica en hierro y magnesio, y relativamente baja en sílice. Los basaltos se forman por la fusión parcial del manto terrestre, y su composición refleja la química del material del manto que asciende por debajo de la cordillera. A medida que las placas tectónicas se separan, el magma asciende para llenar el espacio, se enfría y forma una nueva corteza oceánica. La composición basáltica de las rocas en la EPR es típica de las dorsales oceánicas en todo el mundo y es un resultado directo del ascenso del manto y la fusión por descompresión. El magma que se forma en la dorsal generalmente tiene una composición intermedia entre dos tipos extremos: el basalto toleítico (que es común en las dorsales oceánicas) y basaltos más enriquecidos, que reflejan una fusión parcial del manto enriquecido con elementos traza.
A lo largo de la Dorsal del Pacífico Oriental, especialmente en áreas donde la corteza es más antigua y alterada, pueden formarse serpentinitas. Las serpentinitas son un grupo de minerales silicatados hidratados y ricos en magnesio que se forman cuando los peridotitos del manto reaccionan con agua. La alteración de las rocas del manto superior (originalmente ultramáficas y ricas en olivino y piroxenos) en serpentinitas es un proceso común que ocurre cuando la litosfera oceánica interactúa con el agua de mar, especialmente en entornos de fuentes hidrotermales.
El gabro es una versión de grano grueso del basalto y se forma en las profundidades de la corteza. En la Dorsal del Pacífico Oriental, los gabbros se encuentran comúnmente en la corteza oceánica inferior. Estas rocas también son ricas en hierro y magnesio, pero tienen una tasa de enfriamiento más lenta en comparación con los basaltos, lo que permite el crecimiento de cristales más grandes como feldespato, piroxenos y anfíboles. Los gabros se forman a partir del enfriamiento y cristalización del magma a profundidades mayores que las de los flujos de lava superficial.
La peridotita, que es una roca ultramáfica rica en olivino y piroxenos, es otro tipo de roca asociada con el manto debajo de la dorsal. Las peridotitas se consideran la composición primaria del manto superior de la Tierra y son llevadas a la superficie en la Dorsal del Pacífico Oriental durante el ascenso del material del manto. Las peridotitas se funden parcialmente para formar los basaltos que componen la corteza oceánica. Algunas secciones de la dorsal pueden exponer directamente rocas peridotíticas o a través de procesos tectónicos como la exhumación del manto.
En algunas áreas, se han encontrado plagiogranitos, que son rocas graníticas ricas en feldespato y pobres en cuarzo. Estas se forman a través de la cristalización fraccionada de magmas basálticos. Los plagiogranitos se forman típicamente en la corteza oceánica debido al enfriamiento lento y la diferenciación de magma basáltico, y su presencia en la Dorsal del Pacífico Oriental proporciona información sobre los procesos magmáticos en juego debajo de la dorsal.
Las rocas alrededor de los sistemas hidrotermales en la Dorsal del Pacífico Oriental están altamente alteradas por la interacción con fluidos calientes y ricos en minerales. Estas alteraciones pueden crear una variedad de minerales secundarios, como sulfuros (como la pirita), depósitos de sílice y arcillas, dependiendo de la temperatura y las condiciones químicas de los fluidos hidrotermales.

### Procesos Magmáticos y Tectónicos Implicados
La formación de las rocas en la Dorsal del Pacífico Oriental involucra varios procesos geodinámicos clave:
A medida que la Placa del Pacífico y las placas circundantes se separan en la dorsal, el material del manto asciende para llenar el vacío. Oriental material es principalmente de composición peridotítica y experimenta una fusión parcial debido a la descompresión. Esta fusión produce magma basáltico que emerge hacia la superficie del fondo oceánico, creando nueva corteza.
La continua separación de las placas tectónicas en la Dorsal del Pacífico Oriental resulta en la creación de nueva litosfera oceánica. La lava basáltica emerge de fisuras y se enfría rápidamente al entrar en contacto con el agua de mar. A medida que el agua de mar se infiltra en las fracturas de la corteza oceánica, se calienta por el magma subyacente y asciende a través de las fuentes en el fondo marino. La circulación de estos fluidos calientes causa una alteración significativa de las rocas basálticas y gabroicas, lo que da lugar a la formación de depósitos minerales hidrotermales, como los fumadores negros.
A medida que el magma asciende hacia la superficie, puede experimentar cristalización fraccionada, donde los minerales que se forman primero (como el olivino y el piroxeno) cristalizan y se hunden fuera del magma. Oriental proceso puede resultar en magmas más evolucionados que pueden formar gabbros o plagiogranitos a mayor profundidad.

### Variabilidad de la composición a lo largo de la Dorsal
La composición de las rocas en la Dorsal del Pacífico Oriental puede variar según la ubicación a lo largo de la dorsal. Por ejemplo, la zona axial, donde las placas se separan más rápidamente, típicamente tiene una mayor concentración de erupciones de lava basáltica. En contraste, las áreas donde la tasa de expansión es más lenta pueden tener características geológicas más complejas, como sistemas hidrotermales más extensos o la formación de gabbros en capas.
La naturaleza de rápido deslizamiento de la Dorsal del Pacífico Oriental (en comparación con otras dorsales oceánicas como la Dorsal Mesoatlántica) da lugar a una corteza relativamente uniforme y lisa, con la actividad magmática enfocada en la creación de rocas basálticas. En contraste, las regiones con tasa de expansión más lenta pueden tener una mayor variabilidad en el grosor de la corteza, el vulcanismo y los tipos de rocas.